# 高汝行
高汝行（1494年—1570年），字修古，號東莊，山西太原王索都（今晉祠鎮索村）人，明朝政治人物，進士出身。

## 生平
正德十四年（1519年）中己卯科山西鄉試第二十七名舉人。正德十六年（1521年）登辛巳科二甲进士。次年，授户部主事，监兌河南、山东等地粮运。嘉靖二年（1523年）升户部員外郎，轉任郎中，監督辦理淮河、扬州等漕运。升广平府知府，後改補庐州府知府，嘉靖十三年（1534年）升浙江按察使司副使，巡视海道。嘉靖十七年（1523年）因被诬陷遂致仕歸乡，之後朝廷官員屢次舉薦，皆不赴任。

## 著作
纂有《嘉靖太原縣志》六卷。

## 軼事

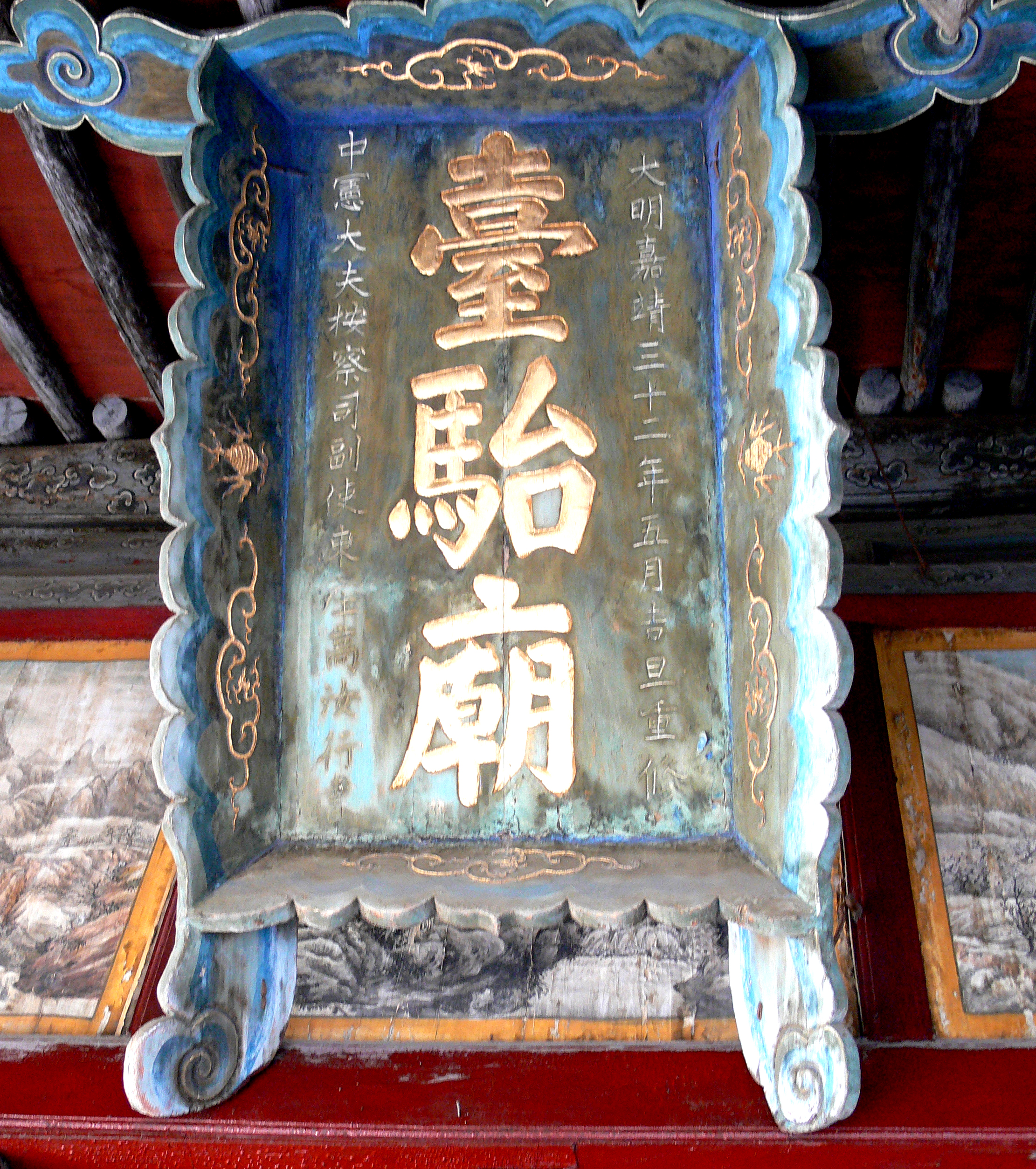
嘉靖三十二年高汝行題寫之「臺駘廟」匾額

晉祠內的臺駘廟為東莊高汝行所建，故臺駘廟都由東莊高氏歷代子孫修葺。東莊為高汝行的別號，相傳高汝行在浙江擔任按察使司副使時，有一次要坐船渡過長江，卻不幸落水遇險，情況十分危急，幸虧有人出手相救，方能化險為夷。高汝行詢問其姓名。對方不肯回答。高汝行不死心，於是再問，對方則說他叫臺駘。說完後便飄然而去。起初高汝行不解，後來才想到救自己的人，是自己家鄉的河神，這才恍然大悟的說道：“救我者，臺駘神也。”致仕歸鄉後便在晉祠內蓋臺駘廟。

## 家族
曾祖父高銘，曾任訓導、祖父高堅，曾任知縣、父親高用。母潘氏。重庆下。兄汝學、汝言。弟汝敬、汝志。